# Cypretta turgida
Cypretta turgida är en kräftdjursart som först beskrevs av Georg Ossian Sars 1896.  Cypretta turgida ingår i släktet Cypretta och familjen Cyprididae. Inga underarter finns listade i Catalogue of Life.